# История Катара
Полуостров, на котором располагается современный Катар, был заселён ещё в III—II тысячелетии до н. э. Результаты многочисленных раскопок, проводимых в стране, указывают о распространении в древнем Катаре культуры Убайд, пришедшей из Месопотамии. Первое письменное упоминание о стране принадлежит римскому писателю Плинию Старшему и относится оно к I веку н. э. 
Также, некоторая информация о Катаре встречается в рукописях древнегреческого историка Геродота; в частности сам Геродот упоминает о населявших Катар племенах, являвшихся искусными мореплавателями.

## Ранняя история страны

Подобными печатями пользовались торговцы Дильмуна, для обозначения своего товара

Согласно результатам археологических раскопок в регионе, в III тысячелетии до н. э. Катар входил в состав государства Дильмун с центром на острове Бахрейн. Дильмун в то время являлось богатым и процветающим государством благодаря своему расположению на оживленном торговом пути между Индией и Древней Месопотамией. Сильное влияние на Катар оказывало и соседнее царство Маган, предположительно располагавшееся в районе современного Омана.
Жители полуостровного государства занимались преимущественно выращиванием зерновых культур и выплавкой меди, а также вели торговлю с шумерами, с древним городом Аккадом, Вавилонией и Ассирией.
Затем на территории Катара закрепились финикийцы, которых вскоре сменили иранцы. 
Катар вошел в империю Александра Македонского, а после её распада входил в державу Селевкидов. Неоднократно Катар завоёвывала иранская династия Сасанидов, правившая в III—VII веках на Ближнем и Среднем Востоке.
В VII веке Катар вошел в состав Арабского халифата. После распада Халифата в X веке история Катара неразрывно связана с Бахрейном. Сначала Катар входит в состав управляемого из Бахрейна государства карматов, являвшихся приверженцами одной из двух ветвей мусульманской шиитской секты исмаилитов.
Государство карматов прекратило своё существование уже в XI веке и Катар получил самостоятельность. Постепенно в стране наблюдается экономический рост, связанный с торговлей жемчугом в соседние страны. Помимо жемчуга жители катарских поселений занимались ещё и ловлей креветок. Но экономическому благополучию страны вскоре пришёл конец. Процветающие территории привлекли внимание соседних стран, в связи с чем за полуостров разгорелась борьба между Багдадским Халифатом и Оманом, приведшая к разорению катарских территорий.
В XIII веке в Катаре начались междоусобные войны арабских правителей, что сделало страну незащищенной. Этим воспользовался шейх Ормузского государства, который захватил Катар в 1320 году. И уже с XIII по XIV века население Катара жило под властью эмиров всё того же Бахрейна.
В 1470-х годах страна вновь приобретает фактическую независимость, но при этом Катар обязался платить дань Османской империи. А в 1510-х годах Катар вместе с Бахрейном оккупируют португальцы, вскоре подвергшиеся военным нападениям со стороны Турции. Через некоторое время на территории страны начинают господствовать турки-османы и Катар, так же как и многие остальные страны региона, входит в состав Османской империи. Несмотря на господство османов, местные шейхи имели достаточно широкие властные полномочия.

## Под контролем Персии, Омана, Бахрейна
С XVII века территория Катара становится объектом вражды сразу нескольких сторон. На неё начинают претендовать Иран, Османская империя, вожди различных арабских племён, правители Омана и Саудиды.
Долгое время полуостров Катар не появлялся на европейских картах, поэтому эта территория для многих держав старого света была неизвестна. Но вскоре в борьбу за власть в регионе пытались вмешаться Англия и Голландия. Совместные англо-персидские силы в 1623 году заставили уйти португальцев из Катара и Ормуза, а затем и со всех побережий Персидского залива. Но персы были вытеснены с территории страны армией Омана, который управлял Катаром на протяжении XVII—XVIII веков.
| работа немецкого картографа, 1660 год    | карта Карстона Ньебура (Carston Niebuhr), 1765 год |
| Источник: http://www.britishempire.co.uk |                                                    |

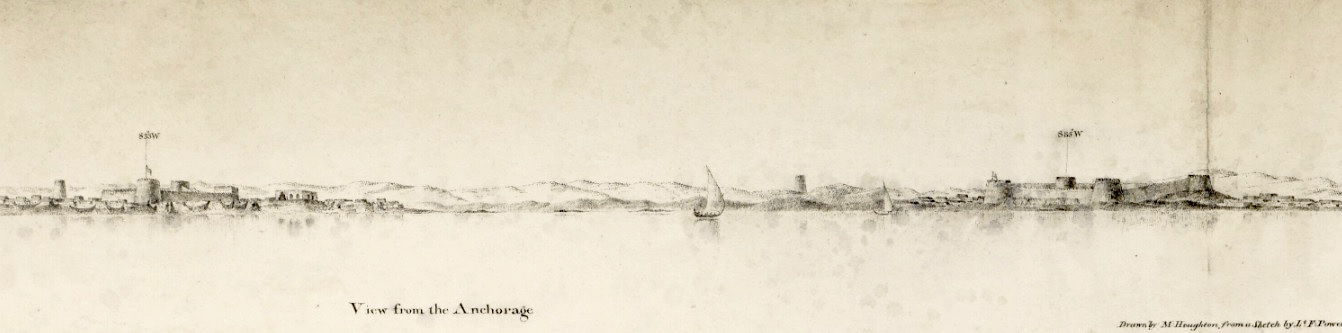
Катарское побережье персидского залива в 1823 году

На рубеже XVIII—XIX веков власть над Катаром захватили племена, управлявшиеся кланом Аль Халифа, которые впоследствии смогли завоевать Бахрейн. В дальнейшем династия Аль Халифа уступила Катар представителям династии Аль Тани из племени Ат-Тамим. Под руководством династии Аль Тани территория Катара приобрела к концу XIX века современные очертания. Важным моментом в истории страны является то, что члены династии Аль Тани решили принять новую радикальную версию ислама — ваххабизм. На полуостровном государстве господствовали феодальные отношения, которые в то же время тесно переплетались с элементами рабовладения и родоплеменного хозяйства.

## Британский протекторат
Распространение ваххабизма в Аравии подтолкнуло Великобританию и Османскую империю вновь вмешаться в политические дела Ближнего Востока, и Катара в том числе. В 1818—1820 годах Великобритания смогла утвердить своё постоянное присутствие в регионе.
В 1867 г. началась катарско–бахрейнская война, чем в 1868 году воспользовалась Великобритания, вмешавшаяся в конфликт и заключившая с Катаром союзный договор. В 1871 году Османская империя вновь завоёвала Катар и установила здесь режим, при котором правление осуществлялось турецким губернатором (пашой).

В 1930-м году Катар находился под протекторатом Великобритании, как и большинство стран Персидского залива

Пришедший к власти в 1878 году шейх Джасим бин Мухаммад Аль Тани объединил враждовавшие между собой племена, за что он стал считаться основателем княжества Катар. До конца своего правления (1913 год) он проводил относительно самостоятельную политику в отношении Турции. В начале XX века опасность для Катара стало представлять ваххабисткое государство Неджд, угрозу вторжения которого в Катар удалось отразить только благодаря помощи Великобритании.
В июле 1913 Великобритания добилась отказа Османской империей от претензий на Катар. В Первой мировой войне Катар перешёл от контроля Османской империи к Великобритании, которая заключила с Катаром соглашение от 3 ноября 1916 года о британском протекторате. Этот договор был обновлён в 1934 году. По договору Великобритания отвечала за безопасность Катара и его внешние сношения, а взамен получала выгоду от добычи губок и жемчуга.

## Нефтяной промысел

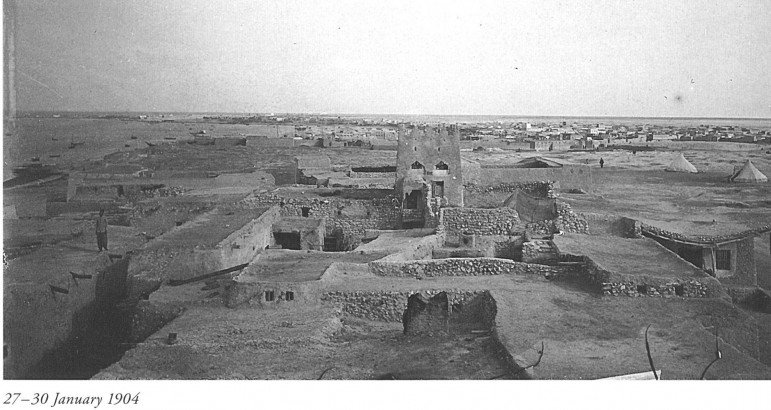
Доха в 1904 году

Крупные нефтяные месторождения в стране были открыты в конце 1930-х годов. Вообще добыча нефти в Катаре началась в 1940-м году, но она была прекращена в связи со Второй мировой войной. В 1935 году англо-франко-американо-голландская компания «Петролеум девелопмент оф Катар» получила концессию на разведку, разработку и добычу нефти в Катаре сроком на 75 лет, хотя сама добыча нефти этой компанией началась лишь в 1947 году, то есть после окончания Второй мировой войны. С 1952 года добычу нефти в стране осуществляла уже её дочерняя компания «Катар петролеум Компани». В 1960 году начинается освоение шельфовых нефтяных месторождений в Катаре английской компанией «Шелл – Ката», имевшей долгосрочную концессию в территориальных водах страны.

## Национально-освободительное движение
Некоторая часть населения Катара выступала против власти британских колонизаторов и местных правящих кругов, осуществлявших достаточно жёсткую политику по отношению к жителям страны, и в 1930-х годах это вылилось в демонстрации протеста в крупных населенных пунктах и в восстания отдельных племён во внутренних районах Катара. Освободительное движение началось с новой силой после Второй мировой войны. Особенно значительными были акции в 1956 году в поддержку Египта во время Суэцкого кризиса.
Преимущественно в акциях протеста принимали участие наиболее бедные городские слои, мелкие торговцы и ремесленники, беднейшая часть племён,иммигранты, работавшие на нефтепромыслах, а также рабы. Рабство в Катаре было официально отменено в 1952 году.
В 1960 году по столице Катара прокатились массовые демонстрации, результатом которых стало смещение правителя Али бин Абдалла Аль Тани, проводившего деспотическую политику. На его место встал шейх Ахмад бин Али Аль Тани.

С 1968 по 1969 годы Катар участвовал в переговорах по созданию большой федерации, которая обрела независимость, трансформировавшись в ОАЭ

Стремясь изменить сложившуюся ситуацию, Великобритания в 1961 передала треть района концессии принадлежавшей «Катар петролеум компани» правителю страны — шейху Ахмеду Аль Тани (1960—1972). В середине 1963 года состоялась очередная стачка рабочих и служащих, требовавших равенства перед законом всего населения, смещения иностранных представителей с правительственных постов, проведения аграрной реформы, демократизации власти. 
С 1964 в Катаре начала действовать подпольная Организация национальной борьбы, а в начале 70-х годов в стране появились представители Народного фронта освобождения Омана и Арабского залива. 
В 1966 году в Катаре впервые создан профсоюз, объединивший интересы рабочих-нефтяников.
Принимая во внимание нарастающие с каждым годом протесты, правительство Катара начало осуществлять некоторые реформы, среди которых были меры по созданию систем здравоохранения, образования и др.
Ещё в 1960-е годы в стране начали возникать политические организации, выступившие за укрепление связей с другими странами Арабского Востока. Вскоре Катар стал выступать за арабскую солидарность и резко осудил Израиль в ходе Шестидневной войны 1967 года, выделив материальные и финансовые средства в помощь арабам Палестины. 
А уже через год под влиянием Великобритании Катар вместе с Бахрейном и княжествами Договорного Омана попытались организовать Федерацию Арабских Эмиратов Залива; однако переговоры между сторонами в 1968—1969 годах привели к серьёзным разногласиям между Катаром и современными ОАЭ.

## Независимость страны

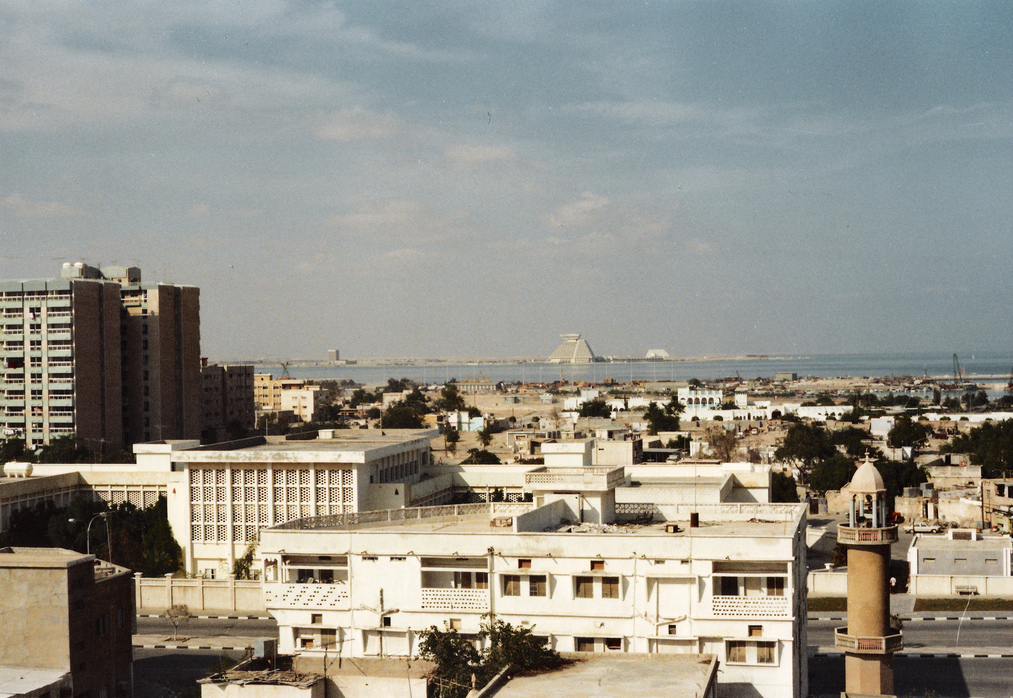
Доха в 1980-х

2 апреля 1970 года Катар получил временную конституцию, а 29 мая 1970 года было сформировано первое правительство страны, состоявшее из десяти министров, семеро из которых являлись членами династии Аль Тани.
1 сентября 1971 года Катар стал независимым государством, в связи с чем был заключён новый договор с Великобританией о дружбе, в котором говорилось о сохранении «традиционных связей» между двумя странами.
В то же время Катар официально признали большинство стран мира, в том числе и СССР (8 сентября 1971). В том же году Катар был принят в ООН и Лигу арабских государств.
Первым Эмиром Катара стал шейх Ахмед, правивший с 1971 по 1972 годы. Уже через год правления в феврале 1972 года в результате переворота эмир был свергнут, и власть захватил его двоюродный брат — Халифа бин Хамад Аль Тани, правивший до 1995 года, когда в свою очередь был свергнут его собственным сыном.
В 1971 году было открыто гигантское нефтегазоконденсатное месторождение North, с помощью нефтяной компании Shell. 
В 1974 году в стране начала осуществляться переработка нефти. В этом же году правительство страны создало государственную Генеральную нефтяную корпорацию, которая осуществляла добычу нефти и контролировала деятельность зарубежных нефтедобывающих и нефтеперерабатывающих компаний, работающих на территории Катара. В 1975 году весь капитал нефтедобывающих и нефтеперерабатывающих фирм в Катаре был выкуплен правительством страны.
С тех пор всю внутреннюю политику государства осуществляет эмир и правящая династия. Во внешней политике Катар преимущественно ориентировался на сотрудничество с соседними государствами и странами региона Персидского залива, преимущественно на Саудовскую Аравию. 
Во время ирано-иракской войны 1980—1988 годов страна поддерживала Ирак, но уже во время войны в Персидском заливе (1990—1991), когда Ирак оккупировал Кувейт, Катар принимал активное участие в действиях антииракской коалиции, которую возглавляли США. Так, на авиабазе в Дохе располагались канадские и французские ударные самолёты, а ВВС Катара сопровождали штурмовики союзников во время обстрела иракских объектов в Кувейте.
После множества конфликтов на Ближнем Востоке, Катар постоянно организует совещания в рамках арабо-израильского мирного процесса, тем самым, играя важную роль в расширении арабо-израильских экономических и политических связей. В связи с этим Катар стал одним из самых «открытых» и либеральных арабских государств.

## Современные события

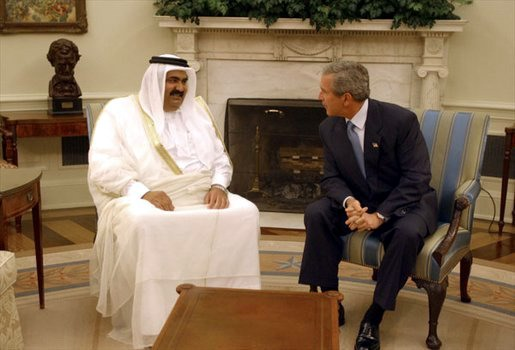
Хамад бин Халифа Аль Тани на встрече с Джорджем Бушем

В результате очередного переворота, произошедшего в июне 1995 года, эмира Халифу сместил его сын Хамад бин Халифа Аль Тани. Новый правитель сохранил прежнюю политику, но некоторые её составляющие были им преобразованы. В частности он увеличил штат Консультативного совета и организовал комиссию по созданию постоянной конституции. 
Через год в стране был учрежден пост премьер-министра, а в марте 1999 и апреле 2003 года в Катаре проведены всенародные выборы в Центральный Муниципальный совет с совещательными функциями, который должен осуществлять деятельность по совершенствованию управления на региональном уровне.
В 2001 году Катар урегулировал территориальные споры с Бахрейном по морской границе. К тому же Катар совместно с Бахрейном и Саудовской Аравией пришли к единому решению по принадлежности острова Хавар, который по решению Международного суда в Гааге отошёл к Бахрейну.
29 апреля 2003 в Катаре был проведён референдум по принятию проекта постоянной конституции страны, в котором 96,6 % избирателей поддержали проект новой конституции. Согласно этой конституции, Катар остался абсолютной монархией.
Главой государства и правительства является эмир, который назначает членов Совета министров и Консультативного совета. Власть его ограничена лишь рамками шариата.
В 2004 г. был объявлен международный конкурс на проект застройки одного из центральных кварталов Дохи — столицы Катара. Первое место заняли испанцы.
В июне 2013 года правящий эмир Хамад бин Халифа Аль Тани отрёкся от престола в пользу своего сына, Тамима бин Хамада.
С 2017 г. — Катарский дипломатический кризис.
В 2022 году в Катаре прошёл 22-й чемпионат мира по футболу. Это первый чемпионат мира, который когда-либо проводился в арабском мире, впервые в стране с абсолютной монархией, и первый в стране с мусульманским большинством.